# Grand Prix de Macao de Formule 3 2012
Le Grand Prix automobile de Macao 2012, est la 59e édition du Grand Prix de Macao de Formule 3. Cette course spéciale de la Formule 3 est disputée par les meilleurs pilotes de la discipline. Elle se déroule du 15 au 18 novembre sur le tracé urbain de Guia.

## Programme
Jeudi 15 novembre
- 10 h 55 : Essais libres 1 (45 minutes)
- 14 h 40 : Qualifications 1 (30 minutes)

Vendredi 16 novembre
- 11 h : Essais libres 2 (45 minutes)
- 14 h 35 : Qualifications 2 (30 minutes)

Samedi 17 novembre
- 14 h : Course qualificative (30 minutes)

Dimanche 18 novembre
- 15 h 30 : Grand Prix de Macao (40 minutes)

## Engagés
Liste des engagés provisoire publiée le 10 octobre 2012
| Équipe                 | Voiture                  | no | Pilote                 |
| ---------------------- | ------------------------ | -- | ---------------------- |
| Prema Powerteam        | Dallara Mercedes         | 1  | Daniel Juncadella      |
| Prema Powerteam        | Dallara Mercedes         | 2  | Raffaele Marciello     |
| Prema Powerteam        | Dallara Mercedes         | 3  | Sven Müller            |
| Prema Powerteam        | Dallara Mercedes         | 4  | Hannes van Asseldonk   |
| Carlin                 | Dallara Volkswagen       | 5  | Felipe Nasr            |
| Carlin                 | Dallara Volkswagen       | 6  | Daniel Abt             |
| Carlin                 | Dallara Volkswagen       | 7  | António Félix da Costa |
| Carlin                 | Dallara Volkswagen       | 8  | Carlos Sainz Jr.       |
| Carlin                 | Dallara Volkswagen       | 9  | William Buller         |
| Carlin                 | Dallara Volkswagen       | 10 | Jack Harvey            |
| KCMG by RSS            | Dallara Toyota           | 11 | Ryō Hirakawa           |
| Fortec Motorsports     | Dallara Mercedes         | 12 | Félix Serrallés        |
| Fortec Motorsports     | Dallara Mercedes         | 14 | Alex Lynn              |
| Fortec Motorsports     | Dallara Mercedes         | 15 | Harry Tincknell        |
| Fortec Motorsports     | Dallara Mercedes         | 16 | Pipo Derani            |
| TOM'S                  | Dallara Toyota           | 17 | Jazeman Jaafar         |
| TOM'S                  | Dallara Toyota           | 18 | Yuichi Nakayama        |
| Galaxy Double R Racing | Dallara Mercedes-HWA     | 19 | Kevin Korjus           |
| Galaxy Double R Racing | Dallara Mercedes-HWA     | 20 | Jimmy Eriksson (en)    |
| B-Max Engineering      | Dallara Toyota           | 21 | Hideki Yamauchi        |
| Mücke Motorsport       | Dallara Mercedes         | 22 | Felix Rosenqvist       |
| Mücke Motorsport       | Dallara Mercedes         | 23 | Pascal Wehrlein        |
| Mücke Motorsport       | Dallara Mercedes         | 24 | Mitchell Gilbert       |
| Jo Zeller Racing       | Dallara Mercedes         | 25 | Andrea Roda            |
| Angola Racing Team     | Dallara Mercedes         | 27 | Luís Sá Silva          |
| ThreeBond / T-Sport    | Dallara ThreeBond Nissan | 28 | Alexander Sims         |
| Van Amersfoort Racing  | Dallara Volkswagen       | 29 | Lucas Auer             |
| Van Amersfoort Racing  | Dallara Volkswagen       | 30 | Dennis van de Laar     |
| EuroInternational      | Dallara Volkswagen       | 31 | Tom Blomqvist          |
| URD Rennsport          | Dallara Volkswagen       | 32 | Lucas Wolf             |

## Courses supports
| Championnat                             | Manche   | Vainqueur       |
| --------------------------------------- | -------- | --------------- |
| WTCC Guia Race                          | Course 1 | Yvan Muller     |
| WTCC Guia Race                          | Course 2 | Alain Menu      |
| Grand Prix moto de Macao                | Course   | Michael Rutter  |
| Interport Race                          | Course   | Keng Kuan Chou  |
| Macao Road Sport Challenge              | Course   | Tit Fan Sun     |
| Coupe de Macao des voitures de tourisme | Course   | Paul Poon       |
| Coupe de Macao GT                       | Course   | Edoardo Mortara |